# Tecnologia financeira
Tecnologia financeira, por vezes abreviado Tecfin, ou Fintech (do inglês financial technology: "tecnologia financeira") é a tecnologia e inovação aplicadas na solução de serviços financeiros e que competem diretamente com o modelo tradicional ainda prevalente do setor. Deste modo, empresas conhecidas como startups que buscam operar e aperfeiçoar serviços financeiros através de soluções tecnológicas são consideradas empresas fintech.
De uma forma geral, as fintechs fazem uso de tecnologias como Inteligência Artificial, Computação em Nuvem e Megadados para criar um ambiente totalmente digital e automatizado, distribuído para seus clientes nos diversos canais digitais existentes, sobretudo smartphones. Isto permite que as empresas trabalhem de maneira remota, sem a necessidade de agências físicas ou mesmo de operadores humanos, como é o caso do atendimento operado por robôs.
Uma das principais vantagens apontadas pelo modelo é a maior acessibilidade e praticidade por parte dos clientes, promovidas pela difusão do produto em smartphones. Isto inclui também menor processo burocrático, maior agilidade, menores condições e taxas vinculadas ao serviço, bem como menor aplicação de juros. Isto explica-se, principalmente, por empresas possuírem um custo operacional consideravelmente menor em relação às instituições tradicionais, o que lhes permite cobrar valores inferiores aos seus clientes pelos serviços. A escalabilidade e adaptabilidade destas empresas, isto é, a sua capacidade de se adaptar a mudanças estruturais de forma rápida através de um modelo baseado em algoritmos, contribui indiretamente para uma melhor experiência final do utilizador. Por fim, é de notar que a grande maioria dessas empresas ainda trabalha com um portfólio de produtos pequenos e limitados em comparação com os grandes bancos tradicionais.

## Definição
O termo fintech vem da junção de financial (financeiro) e technology (tecnologia). Depois de revisar mais de 200 artigos científicos citando o termo "fintech", um estudo sobre a definição (na língua inglesa) de fintech concluiu que "fintech é uma nova indústria financeira que aplica tecnologia para melhorar as atividades financeiras".
Uma revisão das definições publicada pelo professor Patrick Schueffel da Fribourg School of Management, na Suíça, em 2016 sintetizou as várias definições acadêmicas publicadas nos últimos quarenta anos como "um novo setor financeiro que aplica tecnologia para melhorar as atividades financeiras". Por serem um novo setor financeiro, essas fintechs são majoritariamente startups. Podendo ser também definidas como startups Financeiras, que estão criando uma nova forma de se lidar com os produtos e serviços financeiros com uso intensivo de tecnologia. As fintechs estão criando uma nova experiência na contratação e utilização de serviços financeiros, atuando em um setor que sempre utilizou demasiada burocracia e complexidade dos processos.

## Principais áreas e tipos defintechs
O mercado de fintechs tem despertado cada vez mais o interesse de investimentos. Em 2017 os investimentos nas empresas desse setor totalizaram aproximadamente R$500 milhões de reais no Brasil. As fintechs começam a ganhar força no Brasil de 2017 a 2018 com um aumento de aproximadamente 21%, mostrando um setor aquecido e com ritmo acelerado de crescimento, realidade há mais tempo em países desenvolvidos.
O uso da tecnologia pode automatizar a indústria de seguros, day trading e gerenciamento de riscos financeiros.
O investimento global em tecnologia para serviços financeiros foi de 12 bilhões de dólares em 2014. Grandes centros financeiros, como a Cidade de Londres, onde mais de 40% da força de trabalho está concentrada em serviços bancários e tecnologia.
Abaixo segue uma relação com as principais tipos de fintech consolidadas no mercado:

### Fintechsde pagamentos
As fintechs de pagamentos são as que estão em maior número no Brasil e simplificam o processo de compra e venda. São elas as que mais se aproximam do uso cotidiano do consumidor final. Há empresas, por exemplo, que oferecem máquinas de cartão sem cobrar a taxa de aluguel. Outras se destacam com opções diferenciadas de cartões de crédito, débito e pré-pago. Com elas é possível comprar produtos online sem a necessidade de ter uma conta no banco ou pagar contas sem ter que ir a um caixa eletrônico. Essa mudança faz com que toda a experiência seja mais prática e fácil de lidar tanto para o cliente quanto para o provedor. Com o crescimento destas fintechs, houve impactos no mercado, sendo constantemente inovado, e mudanças de regulações aplicadas pelo Banco Central, feitas em 2018, que fomentam a competição e ampliação do uso da tecnologia para transações de pagamento e recebimento.

### Fintechsde gestão financeira
São plataformas que reúnem serviços para simplificar suas contas, facilitando a vida do lado financeiro. Incluem desde controle de despesas e gestão de orçamento pessoal até como ser eficiente no uso do cartão de crédito, onde não é necessário mais de nada impresso, tudo por programas e aplicativos. Para empresas, podem ajudar na gestão, com ferramentas para controle fiscal, folha de pagamento, faturamento e contabilidade.

### Fintechsde empréstimos e negociação de dívidas
São aplicativos e sites que aproximam quem precisa e quem empresta dinheiro. Esses aplicativos variam de plataformas de microfinanciamento até serviços de renegociação de dívidas. Como fintechs de crédito não têm autorização do Banco Central para fazer empréstimos, essas empresas precisam estar necessariamente associadas a um banco ou financeira para operar. Ainda assim, sendo diferente dos bancos tradicionais, que não exige a presença da pessoa, e sendo tudo feito de forma automatizada, tornando o processo todo mais prático.

### Fintechsdefinanciamento coletivo
As fintechs de financiamento coletivo são plataformas que fazem arrecadação de dinheiro coletiva. Elas ajudam um indivíduo ou empresa a obter um financiamento de forma independente, sem precisar recorrer a outras entidades maiores. São formas de buscar ajuda financeira, muito usadas para captar investimento em causas sociais, novos empreendimentos e projetos culturais, ou até de realizar algum sonho.

### Fintechsde investimentos
São empresas que usam tecnologias para oferecer investimentos em diversas áreas do mercado, como o imobiliário, financeiro, de câmbio e o de criptomoedas. Devido ao menor custo operacional natural de uma fintech, os investimentos podem ser oferecidos com um repasse de valor bem menor, tornando assim o serviço mais acessível se comparado com aquele fornecido por empresas mais antigas do ramo. A transparência das informações, menor burocracia e maior agilidade são outros fatores que estão fazendo cada vez mais pessoas se interessarem pelo mercado de investimentos, sendo estas fintechs os grandes catalisadores desse movimento.

### Fintechsde eficiência financeira
Estas empresas têm como objetivo principal oferecer serviços de fiscalização de transações financeiras. Com o aumento exponencial das transações totalmente digitais, consequentemente também surgem mais tentativas de ataques e fraudes do sistema, o que justifica a necessidade de serviços focados no combate destes problemas. Eficiência financeira também pode se referir àquelas fintechs que fornecem plataformas para controle e gestão financeira, servindo como auxiliares econômicos das pessoas ou empresas que as utilizam.

### Fintechsdeblockchainecriptomoeda
Essas fintechs tornam a compra, venda e armazenamento de criptomoedas mais fáceis e eficazes, utilizando as tecnologias de blockchain. Uma pesquisa realizada em fevereiro de 2021 mostrou que 106 milhões de pessoas no mundo utilizavam criptomoedas, sendo as principais o Bitcoin e a Etherium. O aumento significativo de usuários desse produto se deve principalmente às flutuações positivas da moeda nos últimos anos, mas também por conta da maior acessibilidade ao investimento e pela segurança fornecida pela blockchain. As fintechs que trabalham com este tipo de produto, portanto, reconhecem a importância de aproximar ainda mais potenciais investidores às criptomoedas, servindo como um intermediador desse processo.

### Fintechsde seguros
Fintechs de seguros, também conhecidas com insurtech, combinação das palavras em inglês "insurance" (seguro) e "technology" (tecnologia), utilizam tecnologias inovadores desenhadas para extrair o máximo de eficiência do atual modelo de negócios de seguros. As Insurtechs exploram a customização do serviço através da análise de dados e padrões de comportamento de seus clientes, podendo então formular e precificar seus serviços e produtos de acordo com o resultado do estudo. Companhias mais antigas utilizam uma tabela que leva em conta uma menor quantidade de dados, dividindo os clientes de acordo com o risco de sinistro. Consequentemente, tal política acaba levando uma parcela desses clientes a pagar mais do que deveria. Apesar da clara necessidade de adaptação e inovação, as empresas mais tradicionais e experientes do ramo ainda são resistentes a mudanças mais significativas em seus modelos de negócio, parcialmente devido a grande regulamentação existente sobre o setor.

## Tecnologias
No que toca às fintechs, várias tecnologias atuais são utilizadas para garantir a melhor segurança, para a tomada de decisões inteligentes e para o manuseio eficiente de grandes quantidades de dados.

### Megadados
Dado o mundo cada vez mais conectado via tecnologia, maior quantidade de dados são gerados no nosso dia a dia, e utilizamos deles para uma melhor análise do sistema e ter o maior retorno. Contudo, já se chegou ao ponto em que não dá para utilizar de métodos convencionais para entender os dados, é utilizado de outros programas que conseguem manejar tais quantidades (por isso o termo Big data). Pelas fintechs isso pode ser utilizado para diversas ideias: comportamento de usuários, de gasto financeiro, de possíveis decisões que podem ser mais eficazes para a empresa ou startup.

### Inteligência Artificial
Com os dados obtidos, pode não ser suficiente a análise de uma pessoa ou um grupo de pessoas. Com a ajuda da Inteligência Artificial, de programas de software que nos dão uma análise mais completa, podem ser mais rigorosos e satisfatórios com o resultado, não por falta de competência das pessoas, mas pela limitação humana de não conseguir visualizar com a precisão e velocidade de uma máquina. A inteligência artificial tem a capacidade de analisar dados em tempo real, de aprender e adaptar com base nas informações, e cada vez mais com os melhores processadores e máquinas, podem tomar decisões e fazer análises muito mais sofisticadas. Isso no meio financeiro é muito efetivo, onde temos as fintechs utilizando essa tecnologia ao seu favor.

### Blockchain
Essa tecnologia tem como objetivo fazer todo registro e transação feita no sistema ser mais seguro, descentralizando as informações, e para cada máquina desse sistema terá todas as informações de prontidão para aqueles que tem acesso. A cada nova operação gerará um pequeno bloco criptográfico que será verificado e validado na máquina de cada um dos usuários que participaram de outras operações anteriormente. Uma vez que o bloco é gerado, os dados se tornam públicos para quem realiza transações nesse contexto e não podem ser alterados pois estão conectados com todas as transações anteriores, tornando a blockchain um grande registro de operações que está em constante crescimento e imutável. Embora atualmente a aplicação dessa tecnologia seja focada majoritariamente em criptomoedas, é possível abrangê-la para diversas outras áreas que necessitam de registros e histórico de informações.

## Evolução dasfintechs
Até o final de 2019, foram contabilizadas 504 fintechs registradas no Brasil, um aumento de 34% em relação ao ano anterior, subdivididas em diversos segmentos de atuação no setor. Embora as fintechs sejam fortes concorrentes aos modelos tradicionais, as instituições mais antigas ainda possuem uma fatia majoritária do mercado e isso não deve mudar a curto prazo.